# Robert Niestroj
Robert Niestroj (ur. 2 grudnia 1974 w Opolu) – niemiecki piłkarz polskiego pochodzenia, występujący na pozycji pomocnika.

## Życiorys
Gdy miał trzy lata, jego rodzina przeprowadziła się do Niemiec. Jego pierwszym juniorskim klubem był TSV Eller 04. W 1991 roku został juniorem Fortuny Düsseldorf. W 1995 roku został włączony do pierwszej drużyny Fortuny. W Bundeslidze zadebiutował 26 kwietnia 1997 roku w przegram 0:5 meczu z Bayernem Monachium. Był to jednocześnie jego jedyny mecz w najwyższej niemieckiej klasie rozgrywkowej, a po sezonie jego klub spadł do 2. Bundesligi. Na tym szczeblu Niestroj grał przez półtora roku. W listopadzie 1998 roku, wskutek niezadowolenia z własnej sytuacji sportowej, podpisał kontrakt z Wolverhampton Wanderers. Nie będąc podstawowym piłkarzem angielskiego klubu, Niestroj był wypożyczany do 1. FC Nürnberg i Iraklisu Saloniki, a po wygaśnięciu kontraktu powrócił do Fortuny Düsseldorf w przerwie zimowej sezonu 2001/2002. W 2004 roku został zawodnikiem FC Sachsen Leipzig, a w maju 2005 roku przeszedł do islandzkiego Grindavík. Następnie grał w Preußen Münster, Panserraikos i SV Straelen. W 2008 roku zakończył karierę zawodniczą. Następnie został trenerem grup młodzieżowych Fortuny Düsseldorf. W 2012 roku objął stanowisko asystenta trenera drużyny U-19.

## Statystyki ligowe
| Sezon         | Klub                      | Liga           | Mecze | Gole |
| ------------- | ------------------------- | -------------- | ----- | ---- |
| 1995/1996     | Fortuna Düsseldorf        | Bundesliga     | 0     | 0    |
| 1996/1997     | Fortuna Düsseldorf        | Bundesliga     | 1     | 0    |
| 1997/1998     | Fortuna Düsseldorf        | 2. Bundesliga  | 32    | 7    |
| 1998/1999 (j) | Fortuna Düsseldorf        | 2. Bundesliga  | 11    | 1    |
| 1998/1999     | Wolverhampton Wanderers   | First Division | 5     | 0    |
| 1999/2000 (j) | Wolverhampton Wanderers   | First Division | 1     | 0    |
| 1999/2000     | 1. FC Nürnberg            | 2. Bundesliga  | 3     | 0    |
| 2000/2001     | Iraklis Saloniki          | Alpha Ethniki  | 8     | 0    |
| 2001/2002 (j) | Wolverhampton Wanderers   | First Division | 0     | 0    |
| 2001/2002 (w) | Fortuna Düsseldorf        | Regionalliga   | 9     | 0    |
| 2002/2003     | Fortuna Düsseldorf        | Oberliga       | 31    | 2    |
| 2003/2004     | Fortuna Düsseldorf        | Oberliga       | 32    | 4    |
| 2004/2005     | FC Sachsen Leipzig        | Oberliga       | 27    | 3    |
| 2005          | Ungmennafélag Grindavíkur | Úrvalsdeild    | 16    | 2    |
| 2005/2006 (w) | Preußen Münster           | Regionalliga   | 17    | 1    |
| 2006/2007     | MGS Panserraikos          | Beta Ethniki   | 14    | 1    |
| 2007/2008     | SV Straelen               | Oberliga       | 9     | 0    |